# مات هير
مات هير (بالإنجليزية: Matt Herr)‏ هو لاعب هوكي الجليد أمريكي، ولد في 26 مايو 1976 في هاكينساك في الولايات المتحدة.

## وصلات خارجية
- مات هير على موقع دوري الهوكي الوطني (الإنجليزية)
- مات هير على موقع قاعة مشاهير الهوكي (لاعب أن.إتش.أل) (الإنجليزية)
- مات هير على موقع EliteProspects.com (الإنجليزية)
- مات هير على موقع HockeyDB.com (الإنجليزية)
- مات هير على موقع Hockey-Reference.com (الإنجليزية)